# Frank de la Paz Perdomo
Frank de la Paz Perdomo (Santa Clara, Cuba, 24 de maig de 1975) és un jugador d'escacs cubà que té el títol de Gran Mestre Internacional des de 2004.

## Resultats destacats en competició
Va participar representant a Cuba en una Olimpíada d'escacs el 1998 a Elistà.
El 2001, va guanyar el torneig de Madrid, empatat amb Irisberto Herrera i Radek Kalod. El 2002 fou segon al Obert Internacional d'Escacs Ciutat de Montcada (el campió fou Víktor Moskalenko). El 2003, va guanyar la XIIIa edició de l'Obert Internacional d'Escacs de La Pobla de Lillet.
El 2004, va guanyar l'Obert Internacional d'Escacs de Barberà del Vallès, empatat amb Yuri González Vidal i Ewgeni Janew, i el de Santa Clara, Memorial Guillermo García González Premier B. El 2006, va guanyar el torneig d'Alcalá de Henares, empatat amb Holden Hernández Carmenates i Julian Radulski.
El 2009, va guanyar el torneig Campionat Nacional d'Escacs Valladolid, realitzat al port de Mazatlán.